# 加々見山旧錦絵
『加々見山旧錦絵』（かがみやまこきょうのにしきえ）とは、義太夫節および人形浄瑠璃の演目のひとつ。天明2年（1782年）1月、江戸外記座にて初演。全十一段（ただし実際には九段目まで）、容楊黛の作。この40年ほど前に加賀藩で起きた加賀騒動を題材としたもの。「局岩藤/中老尾上」（つぼねいわふじ/ちゅうろうおのえ）の角書きが付く。ただし現行の文楽では、『加賀見山旧錦絵』の外題で上演されている。

## あらすじ

### 初段
（鹿狩の段）関東管領足利持氏が家臣や家来を引き連れ、相州金沢のあたりで狩をしていたところ、足軽の源蔵がわざと獲物の鹿を逃がしたことに一旦は不興を覚えるが、源蔵が理非を通して申し開きをするのに感心する。そこに京都の将軍家執事の細川頼之が訪れる。頼之は先年滅んだ赤松満祐の残党が各地に隠れ住み、事を起こそうという噂があるのでそれに気をつけるよう持氏に言い、さらに持氏の弟縫之介には頼之の娘操姫と婚姻させるのがかねてからの約束であり、操姫はすでに持氏のもとにいるので速やかにこの婚儀を進めるようにと述べた。持氏は婚儀と赤松の残党詮議について頼之に約束し、自らの館へと帰る。

### 二段目
（梅沢村茶店の段）鎌倉に程近い梅沢村では、源蔵の妻お来が茶店を営んでいる。お来と源蔵がその場をはずしている間、浪人の高木十内と娘のお初が通りかかるが、そのあとを鷲の善六が呼び止めた。じつは十内は以前具合を悪くしていた折、その薬料として五両の金を善六から借りていた。その金を利息も合わせて十両をこの場で返せ、でなければ娘を連れてゆくという。しかしそんな持ち合わせの無い親子、進退に窮していると坂間伝兵衛という米商人があらわれ、十両の金を十内に貸す。十内がその金を善六に渡すと、善六はしぶしぶながらその場を去った。伝兵衛は十内たちの様子を見て、自分の娘が管領足利家の御殿に奥づとめをして中老となっており、お初も奥勤めが出来るよう計らおうという。十内とお初は涙を流して伝兵衛に礼を言い、双方はいったん別れてその場を去った。
源蔵が茶店に戻る。とさらにそこに来たのは、手越の廓の遊女道芝。じつは持氏の弟縫之介の婚儀が進まなかったのは、この道芝と深い馴染みになって別れられないからであった。道芝は縫之介との取持ちを源蔵に頼んでおり、最近縫之介が廓に来ないのはどうしたわけかと質しにきたのである。源蔵は、じつは縫之介にはかねてよりの許婚である操姫との婚儀が正式に決まったので来られないというと、道芝はびっくりして自分をすぐに足利の館につれて行けと迫る。お来も戻るが、道芝の顔を見て驚く。道芝は幼い頃に別れた実の妹であった。道芝も驚き、久しぶりの対面に互いにうれし涙をこぼす。源蔵は道芝に、縫之介とは必ず会わせると約束し廓まで送っていった。
お来が二人を見送ってほっとしたのもつかの間、多くの侍を従えた駕籠が茶店の前を通りかかる。それは管領持氏が忍びの途中であった。駕籠を降りてお来の入れた茶を飲んだ持氏は、お来のことが気に入り妾として館につれてゆこうとするが、すでに夫のいる身だと聞き、諦めきれずもいったんはそのまま帰った。
そこに帰ってきた源蔵、何を思ったかお来にいったん親里へ帰れという。そのわけをいわぬ源蔵の心中をいぶかるも、お来は持氏のことも考え、ここにいないほうがよかろうと、夫と別れて里に帰るのを承知するのだった。

### 三段目
（足利家広間の段）管領持氏は問注所で政務を取っている。源蔵のはからいにより小姓の姿に男装し、館に忍び込んだ道芝は目当ての縫之介と会うことが出来た。ところがそこへいいなづけの操姫が現れ、縫之介を取り合いとなる中に仁木将監が来て、道芝は自分が預かるといって縫之介と姫を奥へ下がらせた。持氏が現れ、道芝のことが露見する。源蔵がその場に呼ばれるが、源蔵は遊女が管領の館に出入りしたとあっては外聞に関わるので、小姓に変装させたという源蔵の申し開きを持氏は感心し許した。持氏の正室花の方からの使いとして、局の岩藤と中老の尾上が訪れる。持氏は岩藤、尾上、道芝を連れて奥へと入る。
ところがそのあと、持氏に気に入られた源蔵があっというまに大杉源蔵と名乗り家老となる大出世を遂げ、かわりに重臣の紙崎主膳が持氏に疎まれ、大小も取り上げられて館から追放されることになった。館を去ろうとする主膳を尾上が出てきて引き止め、一通の書状を差し出す。それはさきほど岩藤が懐中より落としたものだったが、どうやらこれはお家に仇なそうとする悪事の証拠らしい。主膳は家中の様子に気をつけるよう尾上に言い残し館を去った。
源蔵は道芝を逃がし、持氏を毒殺しようとする将監のたくらみを暴露するので将監はその場を逃げ出した。ところがさらに曲者があらわれ、縫之介と操姫を小脇に抱えさらってゆく。持氏はこの騒ぎに上屋敷へと移ろうとするが、源蔵は将監の手勢が待ち伏せしているかもしれないので、相模川に沿った近道を行くように勧め、持氏一行はそれに従い出立した。紙崎主膳の弟で、いまは浪人している畑介が館の騒動を聞き駆けつけてくる。源蔵は持氏の命を狙ったのは仁木将監であり、相模川へと逃げていったというので、畑介は相模川へと将監のあとを追った。
（相模川の段）時はすでに夜の暗闇、雨も激しく降っている。たいまつに照らされながら、持氏は騎馬で相模川を渡ろうとすると、何者ともしれぬ者たちが持氏めがけて切りかかってきた。供についていた家臣の和田左衛門は応戦するも、持氏は川に落ち、首を討たれる。なんとか持氏の体を川の中から引き上げたものの、それには首が無い。和田左衛門は持氏の死を当分隠すべきであるとし、首のない持氏の死骸を駕籠に乗せ館へと向かった。
そのあと、血刀を下げた者がそっと河原の草むらより現れ、手にした持氏の首を川の中に打ち込んで逃げ去る。

### 四段目
（野道の段）道芝の父親である眼兵衛は花売りをして暮らしている。眼兵衛は花を担いで花問屋に向かう道の途中、紙崎主膳とその家来雪平を見かけるが、主膳が縫之介とは縁を切ろうとしない道芝は、お家のためにはならぬゆえ殺さねばならぬというのを聞き、姿を現して親である自分が縫之介とは縁を切るように言い聞かせる、もしいうことを聞かねば自分が手にかけると主膳に願い出た。主膳はそれを聞き入れ、眼兵衛に刀を与えて雪平とともにその場を去った。
管領館から逃れてきた道芝はなおも縫之介のことを尋ねていたが、父親の眼兵衛に出くわす。眼兵衛は縫之介とは縁を切るように道芝を説得するが、道芝は聞き入れない。詳しく聞けばなんと、その腹にはすでに縫之介の子を懐胎しているという。これを聞いて眼兵衛は道芝の説得をあきらめた。とりあえず実家である自分たちのところに来いというので、道芝はそれに従い、眼兵衛とともに家に向かおうとする。だが眼兵衛は、娘を斬る覚悟を目に涙しながら極めていた…。

### 五段目
（眼兵衛内の段）道芝の姉お来は、親里である眼兵衛のところにすでに戻っている。しかし同居するお来の母は重い病に罹り、その薬料として大枚の金が必要である。お来は致し方なく、その金を工面するために自らの身を廓に売る覚悟をしたのだった。お来は夫源蔵のことやわが身の上を思って嘆きつつも奥へと入る。そこへ妹の道芝が現れる。病床より起きた母親が道芝を内へと招き入れると、道芝は母に、折入って話があるのだという。道芝と母も奥へと入る。
やがてお来が廓へと向かうため出かけようとすると、仁木将監の家来犬淵藤内が手勢を率いて踏み込み、男と偽り足利の館に忍び入った咎で道芝を討つという。藤内は道芝とよく似たお来を間違えて連れて行こうとするので、母親が奥から出てきて止めるが、紙崎主膳の家来雪平を近くで見たという知らせを聞き、藤内は後で首は貰い受けるといって立ち去った。母は道芝が縫之介の胤を宿していることを聞いたので、道芝の身代りになってくれるようお来に涙ながらに頼む。幼少の頃お来は病がちで、その薬代のため道芝が廓に身を売るという事情があった。お来は嘆きながらも身代りとなることを決心し、ともに奥へと入った。
眼兵衛が帰ってきたが、これもなにやら様子がおかしい。じつは眼兵衛は、やはり道の途中で娘の道芝を手にかけたのだった。ところがその殺したはずの道芝が奥にいると聞いてびっくりする。やがて母は道芝の身代りとしてお来を斬ろうとするが道芝が止めに入り、さらに眼兵衛がその刀をもぎ取り道芝に斬りつけた。その途端に道芝の姿は掻き消え、あとには道芝の切り首が現れる。道芝は幽霊となって、母や姉に会いに来たのだった。この有様に母もお来も嘆く暇のあらばこそ、そこへ女衒が駕籠を連れて現われ、お来が身を売った代価である大枚の金を残し、お来を駕籠に乗せ連れて行ってしまう。眼兵衛はお来を行かせられぬと、金を持って表に飛び出そうとするのを、声を掛けてあらわれたのは紙崎主膳であった。
主膳は、お来が行った先はじつは廓ではなく、自分が詮議の筋あって廓からの迎えと偽り連れて行ったのであり、さらに眼兵衛がじつは、先年滅びた赤松満祐の余類であろうと見破る。眼兵衛は思い余って手にした刀を自分の腹に突っ込み、われこそはもと赤松満祐の足軽、嘉嶋権平であると名乗り、娘やその腹の孫まで手にかけねばならなかった因果を妻に詫びつつ息絶えた。主膳は弔い料を残して立とうとするが、様子を伺っていた犬淵藤内が手勢とともに主膳に襲い掛かる。そこに雪平が駆けつけ、藤内以下の者どもをことごとく討ち取り、主膳主従はその場を立ち去るのであった。

### 六段目
（鶴岡八幡の段）持氏の正室花の方の代参として、局の岩藤と中老の尾上が鎌倉の鶴岡八幡に参詣するが、岩藤は用があるといって先に尾上を社殿に向かわせた。するとひとりになった岩藤は鷲の善六を呼び寄せ、なにか相談があると見え二人でその場を立ち退く。
家中の若侍桃井求馬が、鶴岡八幡に参詣に来る。善六が現われ求馬に付け文を渡すが、それはなんと岩藤が求馬にあてたものだった。岩藤の権勢や人柄について聞いていた求馬は困惑するが、とりあえず付け文は受取り、返事はのちにということにしてその場はやりすごしたので善六は去った。
さてどうしたものか…と求馬が悩んでいると、求馬とは恋仲である腰元の早枝がきて話をするところ、うしろから不義者見つけたと声を掛けて現われたのはほかならぬ岩藤である。不義はお家のご法度と、ふたりを連れてゆこうとする。しかし求馬と早枝は、不義というのならこれは何かと先ほどの付け文を突きつけるので、さすがの岩藤も返答に窮し、求馬と早枝は隙を見てその場を逃れていった。
事が自分の思い通りにならず、ひどく機嫌を悪くする岩藤。そこへ何も知らぬ尾上が代参を済ませて現われ、善六も付け文を渡した礼金をせびりに来たので、岩藤は善六を体よくあしらって去らせたが、いよいよ腹の虫は収まらない。

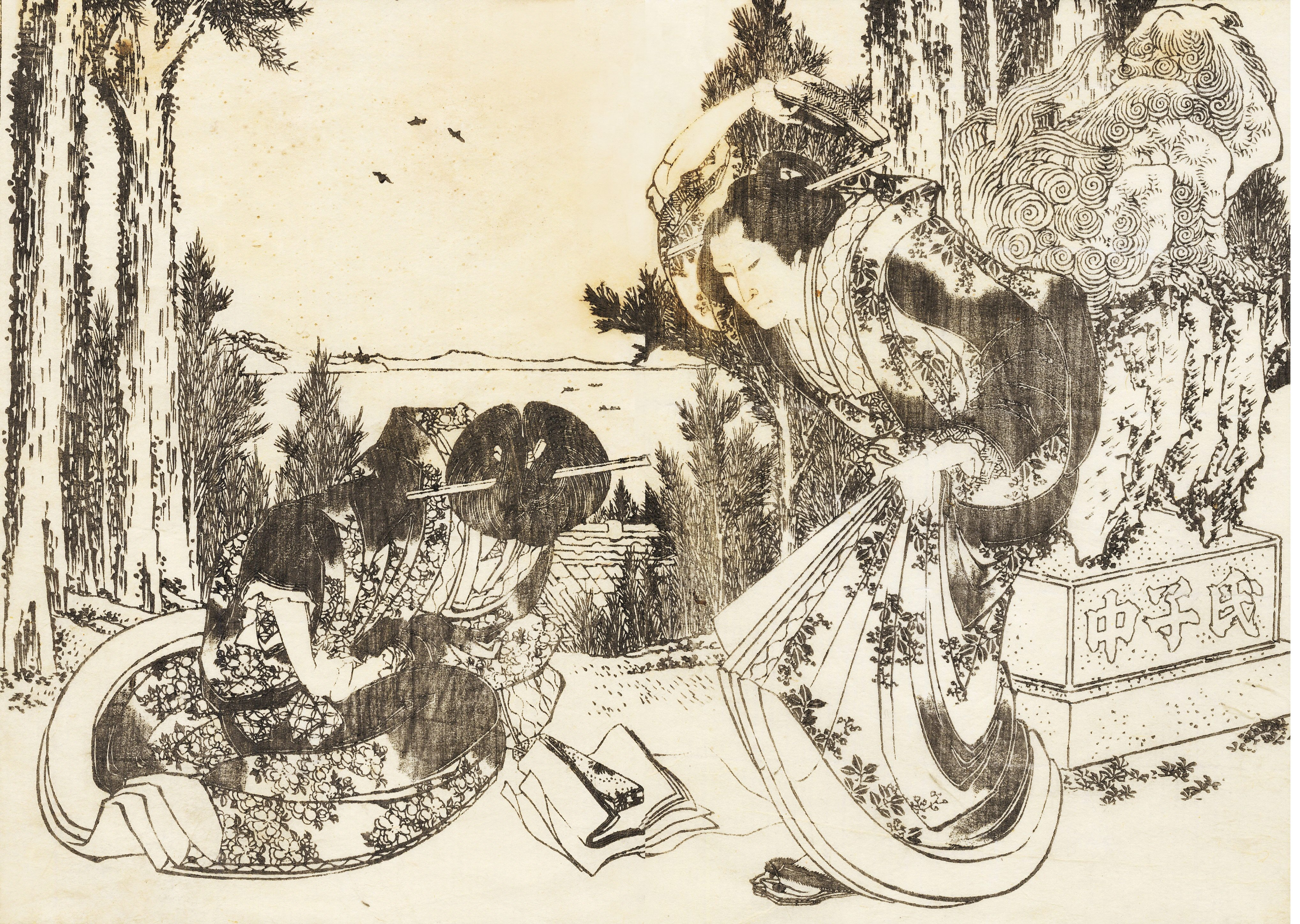
「イヤこれ尾上殿や、なんとこの草履の汚れたのを拭いて下されぬか」「アノ私に」「オイノ」「エエ」「いやか」「じゃというてそれがまあ」「ホホホホホ臆病者の腰抜けに刃物よごししようより、幸いなこの草履」と、岩藤は自分が履いていた草履でもって尾上を散々に殴る。『北斎女今川』（葛飾北斎画）より。

岩藤は、自分が以前落とした密書を尾上に拾われたと疑っていた（事実その通りだったが）。そこへさらに今の不首尾である。その不満の矛先を岩藤は尾上に向けた。尾上が町人の出であることを以ってそれではどうせ武芸のひとつもできないだろう、それでお役が務まるかと岩藤はさんざんに罵り、挙句は自分の履いていた草履で尾上を何度も殴る。あまりのことに傍にいた尾上づきの腰元たちは騒ぎ出すが、尾上はそれをとどめ、必死に悔しさを押し隠し、のちの戒めとしたいので、その草履をぜひとも戴きたいと岩藤に申し出た。岩藤は尾上の辛抱強さに呆れ、草履を残して先に館へと帰ってゆく。
岩藤の姿が見えなくなると、尾上はついにこらえきれず、その場でわっと泣き伏した。腰元たちはそれを介抱しながら、これもともども館へとは帰るのだった。

### 七段目
（足利家長局の段）持氏の正室花の方の住む奥御殿、その近くには花の方に仕える奥女中たちが宿とする長局が続いている。高木十内の娘お初は米屋坂間伝兵衛の紹介で、伝兵衛の娘で中老となっていた尾上にその下女として、この長局にある尾上の部屋で仕えていた。下女たちが集まっておしゃべりをしているところに、たまたま通りかかったお初もつかまって話の中に入るが、その中でお初は、昨日鶴岡八幡で主人の尾上が岩藤に、草履でもって殴られたことを聞く。
そこに岩藤が現われた。ほかの下女たちはそそくさとその場を逃れたがお初は岩藤につかまり、自分の噂をしていただろうといじめられる。使者の到来との声を聞き岩藤は、これで許してやるとお初を蹴飛ばした。お初は悔し涙を押し隠してその場を立つ。
（長廊下の段）御殿と長局のあいだをつなぐ長廊下を使者が通る。使者というのは持氏の伯父にあたる大膳である。この大膳もお家を乗っ取ろうとする悪人で、岩藤はそれに与していた。持氏の嫡子花若の家督相続を妨げ、密書を拾ったらしい尾上も追放してお家乗っ取りを成就させようと岩藤は大膳と密談する。だがその近くの物陰にたまたまいたのはお初であった。やがて大膳と岩藤は別れてその場を立ち去るが、お初は大変なことを聞いたと動揺する。
しかしお初は、とにかく尾上を出迎えようと待ち構えた。やがて尾上は御殿から下がり、長廊下を歩んでやってくる。だが尾上の顔色は冴えない。さらに出迎えたお初が出した上履きの上草履を見て、昨日岩藤より受けた恥辱を思い出し、いよいよ気持がふさぐのであった。だがそれをなんとか押し隠し、廊下を歩み長局の自分の部屋へとお初とともに入る。
（尾上部屋の段）部屋に戻ったものの、やはり尾上の気は晴れない。しかしそれをお初にさとられまいと、尾上は癪が起こったといってお初に肩を揉ませる。やがて話をするうちに物見遊山のことから『忠臣蔵』の話が出るが、お初は塩冶判官が、執権師直に侮辱を受け殿中で斬りつけたのは家国を省みぬ短慮であると述べた。それは尾上が岩藤より恥辱を受けたことについて、短慮なことをせぬようにとそれとなく意見したものであった。
お初が尾上に煎じ薬を上げようと奥へと入る。だが尾上はその間に書置きをしたため、さらに例の岩藤の草履とともに文箱に収めた。尾上は岩藤より草履で殴られるという恥辱に耐えかね、自害する覚悟をしたのだった。薬を持って出てきたお初に、尾上はその文箱を急ぎ自分の里の母親に届けるよう命じた。お初はいやな予感がして明日届けたらというが、尾上に主の言い付けを背くかと叱られ、致し方なく他所行きに着替え、心残りながらも文箱を持って出かけていくのだった。
あとを見送った尾上は、わっと泣き伏した。まださほど長くも仕えぬ自分のことを大事に思ってくれるお初のことを不憫がり、また親たちがあの書置きを見たらどんな思いをすることだろうとひどく嘆くが、やがて自害の用意に仏間へとは入る。
（烏啼きの段）はや日も西に傾き、お初は文箱を抱え裏門から表に出る。尾上の実家に向かうが、ちょうど道の向うから来た二人連れ、それとすれ違うときに「かわいそうなことをした…」という言葉がお初の耳に入る。さらに空には烏の群れが飛んで啼き声をあげた。お初は縁起の悪さに立ち止まる。尾上のことが気にかかって仕方がない。ついにお初は思い切って文箱を開け、中身を確かめるとそこに入っていたのは草履の片しと遺書。お初はびっくりして尾上のもとへと急ぎ引き返す。
（尾上部屋の段）入相の鐘が鳴る。大慌てで尾上の部屋に入るお初。だが時すでに遅く、尾上はのどをかき切って自害したあとだった。もはや事切れ、呼べど叫べど返事もない。お初は遅かったと泣き沈む。尾上の死骸の傍らには、岩藤が落としたという密書があった。はや夜も更けた。この上は草履で殴るという恥辱をあるじ尾上に与えた岩藤をゆるすものかと、尾上が自害に使った懐剣と密書を持ち、お初は部屋を飛び出して奥御殿へと、一目散に駆けてゆく。
（奥御殿の段）奥御殿に忍び入ったお初は、出会いがしらに岩藤の姿を認めた。お初は懐剣を出し、主人の遺恨覚えがあろうと岩藤に切りかかったが敵もさるもの身をかわし、打掛を脱ぎ捨てお初を取り押さえようとする。しかしお初は一念凝った力でふりほどき、ついに岩藤の体に何度も刀を突き通した。岩藤はその苦痛に七転八倒、このさわぎに薙刀を手にした腰元たちや、大杉源蔵と大膳も刀を手にして駆けつける。
大膳はこの場の有様を見て怒り、お初を討とうとしたがそこに花の方が現われ、源蔵ともども平伏した。その隙を見てお初は岩藤にとどめを刺し、花の方に密書を差し出して自害しようとするが止められる。花の方は密書を開き見ると、源蔵に尾上の死骸を改めさせ仔細を聞いた上で、武士も及ばぬ忠臣、健気であるとお初を誉め、直ちに中老に引き立て、その名も二代の尾上と改めて奉公せよと命じた。お初は尾上のあとを弔いたいので出家したいと願い出たが、なお勤めて悪人たちの悪事を暴けと、花の方はそれとなく諭す。お初はその言葉に従うことにしたが、とりあえずあるじ尾上の野辺送りをするため、涙ながらに尾上の死骸を乗せた駕籠に付き添って館を出るのだった。

### 八段目
（道行恋の幻）縫之介と操姫のふたりは近江国へと向かって歩むうち、越知川の船の渡し場に辿り着く。そこには苫舟が泊まっており、縫之介と姫が舟で川を渡してもらおうと舟人に呼びかけたが、その舟に人魂があらわれ、姿を見せたのはなんと道芝であった。驚くふたりに道芝は廓づとめの憂さつらさを語って聞かせ、さらに恋敵の姫を

### 九段目
（十内住家の段）捕まえようとした…というのは、じつは縫之介と操姫の見た夢であった。
ここは近江の鏡山、あのお初の父である高木十内のわび住まいである。管領館から縫之介と操姫を連れ出したのは十内で、縫之介と姫はここに隠れ住んでいた。ふたりはうたた寝に、同じ夢を見ていたらしい。その夢の中で幽霊となってあらわれた道芝を、二人は怖くもありまた哀れにも思うのだった。
さてこの十内の住家には、紙崎主膳の弟の畑介も居候していた。畑介には占いの心得があってそれを身過ぎにしており、きょうも庄屋の作左衛門がよい歳をしての恋占いを頼みにきたりしている。そこへ鎌倉より、縫之介と操姫の追っ手である原田軍平が手勢を連れて訪れる。聞けば縫之介と姫の行方を占ってもらいたいという。畑介は作左衛門と軍平にそれぞれいい加減な占いをして金を巻き上げ、二人は帰っていった。十内と畑介はよい金儲けができたと喜び、畑介は酒を買いに出かけてゆく。
大勢の供を連れた女駕籠の一行が、この十内の家の前にまで来た。供の一人が十内に呼びかけ、鎌倉よりご息女様がただいまこれへお入りという。声を聞いて出てきた十内は一行の様子に驚き、こんな身分の高そうな人の親になった覚えはないがといぶかる。すると駕籠の中から立派な打掛姿で出てきたのは、いまは中老となって二代の尾上と名乗る娘のお初であった。
お初こと尾上はしずしずと中へと入り、父の十内に手をついて挨拶する。尾上はあるじ尾上の仇を討ち、花の方に取り立てられ中老となって里帰りを許されたことを話し、白木の台に載せたみやげ物を十内の前に出した。だがその話を聞いた十内は激怒する。お主の仇を討ったのはよいが、その主に成り代わり中老となり、その名を称するとはなにごとだ。おまえのあるじとはあくまでも亡くなった尾上様であり花の方ではない、それを敵討ちを理由に主に成り代わっての立身出世とは人の道にはずれたことである。もはや親でも子でもない勘当だと言い放ち、娘の持ってきたみやげ物も足蹴にする。あまりのことに供の者が怒るが尾上はそれをとどめ、供の者すべてを隣村で休むよう下がらせた。
二人きりとなった十内と娘の尾上。すると尾上は言葉を改め、自分は足利家よりの上使であるという。十内はそれに驚き不承ながらも、上使とあらば致し方ないと尾上を上座へ通し、自分は下座に平伏する。行方不明となっていた縫之介と操姫の捜索をしたところ、以前紙崎主膳の家来であった高木十内の住家に潜んでいることが判明した。縫之介には継目の綸旨の紛失という落ち度があり、それによって首を討ち持って帰るよう、花の方より命を受けてきたのだと尾上はいう。これを聞いて十内は当惑するが、やがて心を決めたのか、首は討って渡すが暫時の猶予を戴きたい、それまで奥でご休息をと、二人はいったん奥へとは入るのだった。
だが表では酒を買いに戻った畑介が、十内と尾上の話を立ち聞きしていた。畑介が内に入ると、尾上と出会う。ところが話をするうちに、尾上は畑介の首を貰い受けたいという。そして一本の小柄を、相模川で拾ったものだといって畑介の前に差し出した。畑介はそれを見て驚く。それは紙崎家が主君持氏より拝領したものであった。さらに尾上は続ける。現在持氏卿は病気で臥せっていることになっているが、じつは相模川で何者かに首を討たれて落命したのだと。小柄と持氏落命の話を聞いて呆然とする畑介。尾上は再び奥へと入った。
畑介はひとり思い悩んでいる。だがふと縫之介と操姫の姿を目にした畑介は思いも寄らぬ行動に出た。なんと刀を抜いて二人を斬ろうとしたのである。縫之介も主筋に刃向かう人非人と怒って刀を抜くが、畑介に姫ともどもねじ伏せられる。いままで縫之介におとなしく仕えていたのは油断させるため。じつは自分はあの大膳と通じており、最前ここに来た軍平に二人の首を討って渡すつもりだと畑介はせせら笑う。縫之介はそんな畑介の隙をみて、ついにその脇腹に刀を突き刺した。刀が刺さったまま畑介は倒れ伏し、十内もこの騒ぎに奥より出てきてこれは何事かと仰天する。だがなおも斬りかかろうとする縫之介を畑介はとどめ、腹に刺さった刀を抜いたのを再び左の脇腹に突き立て、思いもよらぬことを語り始めた。それは…
畑介は若気の至りで身を持ち崩し、兄の主膳から勘当を受け所々を流浪していた。それが仁木将監の謀叛を聞きつけ、急ぎ館に駆けつけたところ、大杉源蔵に将監は相模川へ逃げたからそのあとを追って討てといわれた。激しい雨と暗闇の相模川に至り身を潜めるうち、明りをともした一行が通りかかり、さらにその一行に斬りかかる多勢の者。錯綜するその中で川を渡る騎馬の者を仁木と思い、馬の脚を斬って落馬させ首を討ち、なおもその追っ手を恐れて川に首を打ち込んだのだった。だが最前尾上より聞いた話で、自分がとんでもないことをしたのがわかったのである。仁木と思って殺したのはほかならぬ持氏卿、そして尾上の持ってきた小柄とは自分が所持していたもので、相模川で落としたのだった。すべては源蔵に謀られていたのである。この上は命でもってこの大罪を償うよりほかないが、同じことならいったんは主筋に当たる人の手にかかり、その上で死のうとわざと縫之介たちに斬りかかったのであると。
縫之介はこれを聞き畑介の身の上を憐れみ、また忠心無二の家臣と思われた大杉源蔵こそ逆賊にほかならずというと、操姫や十内も畑介の最期に、ともに涙に暮れるのであった。そこへ尾上が出てきて、継目の綸旨紛失の落ち度により縫之介の首を討つという。縫之介は覚悟を決めて首を差し出す。しかし尾上が首を討ったのは畑介であった。尾上は花の方の命により、最初から畑介を縫之介の身代りとするつもりだったのである。
表にはふたたび尾上の供の者たちが揃う。尾上は首を首桶に収め、縫之介と操姫の二人も伴い、鎌倉に向けてその場を立つのだった。

## 解説
この『加々見山旧錦絵』はほんらい十一段の構成となっているが、実際には上のあらすじでも紹介したように九段目までしかない。初演当時に版行された浄瑠璃本にはその奥付に、初日（正月2日）より七段目までを上演したがはなはだ好評につき、八段目と九段目も出し、浄瑠璃本もとりあえず九段目までを収めて版行したとある。しかしそれ以後の十段目と十一段目については上演されず、浄瑠璃本も全段を収めたものはついに版行されなかったようである。紙崎主膳に詮議のためと連れて行かれたお来はどうなったのか、また仁木将監や大膳をしのぐ大悪人らしい大杉源蔵の正体とは？など、おそらくは十段目と十一段目にその決着が描かれたのであろうが、内容が未完となってしまった以上、それを知るすべもない。ともあれこの浄瑠璃は初演当時大当りし、柳沢信鴻の『宴遊日記』天明2年3月17日の条には、この時期に至るもなお外記座で上演されていたことが記されている。
本作は加賀騒動を題材にしたものである。外題の『加々見山旧錦絵』とは、お初こと二代の尾上が近江の鏡山に住む父十内のもとに里帰りして、故郷に錦を飾ったという意味であるが、「かがみやま」の「かが」に加賀騒動を当て込んでもいる。内容は安永9年（1780年）9月に京都で初演された歌舞伎『加々見山廓写本』（かがみやまくるわのききがき）によるところが大きい。これも加賀騒動を題材としたもので、三段目で畑介が源蔵にたばかられて持氏を相模川で討つことや、九段目の畑介がいったん主筋の縫之介の手にかかり、それから改めて切腹するくだりも、この『加々見山廓写本』から筋立てを流用したものである。
しかし『加々見山旧錦絵』のほうではこの加賀騒動に脇筋として、局岩藤、中老尾上、その下女お初の三人をめぐる筋を六段目・七段目にかけて加えており、当初よりこの部分が好評で、本来の加賀騒動に関わるほかの段は廃滅した。そしてこれが歌舞伎に取り入れられ、いわゆる鏡山物として上演を繰り返し現在に至っている。いっぽう『加々見山廓写本』はのちにこれも人形浄瑠璃に直され上演されており、さらにこの浄瑠璃の『加々見山廓写本』に『加々見山旧錦絵』の六段目・七段目を混ぜて上演することが行われた。現在の文楽でも『加々見山旧錦絵』を通し狂言と称して上演する際には、この形式をとっている。

## 『忠臣蔵』との関係
この浄瑠璃の『加々見山旧錦絵』と、それをもとにした歌舞伎の『鏡山旧錦絵』とはその内容にいろいろと違いがある。たとえばお初が尾上の仇として岩藤を討つ場所が、歌舞伎では奥庭すなわち屋外になっているのに対して、この原作の浄瑠璃では奥御殿の中となっている。しかしいちばん大きな違いは、岩藤が尾上を草履でもって殴るに至った経緯とその心理である。
この『加々見山旧錦絵』は「女の忠臣蔵」ともいわれる。岩藤より侮辱を受け死んだ尾上の仇を、その下女のお初がとる話だからであり、七段目の「尾上部屋」ではお初が『忠臣蔵』すなわち『仮名手本忠臣蔵』を引き合いにも出すが、その前の六段目「鶴岡八幡」もあわせて読むと、これが実際に『忠臣蔵』のパロディになっているのがわかる。
まず『仮名手本忠臣蔵』についていえば、初段大序で執権高師直が鶴岡八幡での兜改めのあと、塩冶判官の妻であるかほよ御前に横恋慕し、無理やり付け文を押しつけ言い寄ろうとする。この場では結局かほよには逃げられるが、のちの三段目に至ってかほよから拒絶の意を込めた古歌を送られるのである。師直はひどく機嫌を悪くする。そしてそこにはかほよの夫である塩冶判官がいあわせたが、判官は師直と妻かほよとのいきさつなど知らない。その不機嫌を夫の判官に、師直は散々八つ当たりしてぶつけ辱める。あまりのことに耐えかねた判官は師直へ刃傷に及び、後日切腹を命ぜられ果てた。
いっぽう『加々見山旧錦絵』の六段目では、場所は『忠臣蔵』大序の舞台と同じ鶴岡八幡、岩藤は同じ家中の桃井求馬に恋焦がれ、その思いを綴った付け文を善六を介して求馬に渡す。しかし求馬にはすでに早枝という恋人がおり、結局岩藤の思いはかなわなかった。ひどく機嫌を損ねた岩藤は、以前から快く思っていなかった尾上に八つ当たりをするのである。もちろん尾上にとっては、岩藤がなぜ機嫌を損ねているのかなど知る由もない。しかしそれが嵩じて、岩藤はそれまで自分が履いていた草履でもって尾上を殴るという所業に至る。尾上はその場では必死にこらえたが、やはりのちに自分の部屋で自害する。この展開は『忠臣蔵』の男女を入れ替え、同じ流れの話を取り入れているといってよい。改めて『仮名手本忠臣蔵』の人物を、『加々見山旧錦絵』に置き換えると以下のようになる。
- 高師直　→　岩藤
- 塩冶判官　→　尾上（及び腰元早枝）
- かほよ御前　→　桃井求馬

現行の歌舞伎の『鏡山旧錦絵』では上の岩藤と桃井求馬をめぐるような話は出ないので、岩藤が尾上を草履で殴る理由はまた違うものとなっている。それは最初から尾上本人に直接向けられた憎悪であり、草履も前もって用意されたものであるが、原作の浄瑠璃を見るとその筋立ての一部もまた『忠臣蔵』に倣い、尾上が本人とは関わりないことがきっかけで理不尽な目にあう話になっているのである。